# 슈테판 츠바이크
슈테판 츠바이크(독일어: Stefan Zweig, 1881년 11월 28일 ~ 1942년 2월 22일)는 오스트리아의 소설가·저널리스트·극작가·전기작가이다.
빈에서 태어났으며, 나치가 정권을 잡자 브라질로 망명하였다가, 마지막 작품인 《발자크》를 미처 완성하지 못한 채 페트로폴리스에서 젊은 아내와 함께 자살하였다. 형식적 완성미가 풍부하고, 프로이트의 심리학을 응용하여 쓴 우수한 단편 소설들이 많다. 유럽 문화의 전통을 유지하려고 노력하였고, 대표작으로 《감정의 혼란》(1926),《광기와 우연의 역사》(1927-1941)가 있다.

## 생애
슈테판 츠바이크는 오스트리아의 부유한 직물 공장 대표인 아버지 모리츠 츠바이크와 유대계 은행가 가문 출신인 어머니 이다 브레타우어 사이에서 태어났다. 20세에 시집 《은(銀)의 현(絃)》(1901)을 통하여 등단하였고, 빈 대학교에서 철학을 공부하여 1904년 23세 되던 해 「이폴리트 테느의 철학」이라는 논문으로 박사학위를 취득하였다. 그의 학업에 있어서 종교적 요소는 그다지 큰 영향을 미치지 않았지만, 그의 소설 《책벌레 멘델》에서 유대인과 유대교에 대한 내용을 포함하는 등 자신의 유대교적 신념을 포기하지는 않았다. 비록 그의 수필 작품들이 시오니즘을 선도하는 테오도어 헤르츨이 운영하는 《신 자유신문》(Neue Freie Presse)에 실리기는 하였지만, 츠바이크는 헤르츨의 유대적 민족주의(시오니즘)에 동조하지는 않았다.
또한 슈테판 츠바이크는 체코의 작가 에곤 호스토프스키와 친했다. 호스토프스키는 츠바이크와의 관계를 ‘먼 친척되는 사이’라고 묘사하곤 했는데, 몇몇 매체는 그들의 사이를 사촌이라고 표현하였다.
제1차 세계대전이 시작되고, 애국주의적 정서가 확대되었는데, 이때 츠바이크뿐만 아니라 마르틴 부버, 헤르만 코엔과 같은 독일인과 오스트리아계 유대인들도 지지의 의사를 내비쳤고, 이러한 정서는 더욱 널리 퍼져나갔다.. 츠바이크는 비록 이에 동조하기는 하였지만, 전쟁에 직접 참여하는 것은 거부하였고, 대신 국방부 기록 보관소에서 근무하였다. 하지만 곧 그는 1915년 노벨 문학상 수상자인 그의 친구 로맹 롤랑과 함께 평화주의를 접하게 되었고, 그 이후로 츠바이크는 인생 전반에 걸쳐서 평화주의를 주장하며 유럽의 통합을 지지했다. 이후 롤랑처럼 츠바이크 또한 수많은 전기문을 썼는데, 《에라스무스 평전》이 대표작이다.
1934년 츠바이크는 아돌프 히틀러의 독일이 힘을 떨치자 이를 피해 아내 프리데리케와 함께 오스트리아를 떠나 런던으로 피신하였다. 1940년 나치 군대가 프랑스를 거쳐 서유럽으로 빠르게 진군하자 츠바이크 부부는 대서양을 건너 미국 뉴욕으로 옮겼고, 같은 해 8월 20일 다시 브라질 리우데자네이루의 위성 도시인 페트로폴리스로 옮겼다. 편협한 사고와 권위주의 그리고 나치즘에 의해 그의 우울증은 깊어져만 갔고, 인류와 미래에 대한 희망이 사라져감을 느낀 츠바이크는 그의 자포자기적인 심정을 노트에 적었다. 결국 츠바이크 부부는 1942년 2월 23일 수면제 과다 복용으로 그들의 집에서 손을 잡고 죽은 채 발견되었다.

## 작품 경향

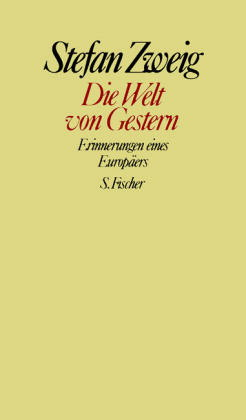
자서전 《어제의 세계》(1942)

슈테판 츠바이크는 1920년대와 1930년대 최고 유명 작가였다. 또한 아르투어 슈니츨러, 지그문트 프로이트의 친구이기도 했다. 그는 특히 미국, 남미 그리고 유럽 대륙에서 유명했다. 하지만 영국 출판계에서는 무시당했는데, 이는 곧 미주에서의 명성이 하락하는 결과로 나타나기도 하였다. 그러나 1990년대 이후부터 미국의 몇몇 유명 출판사에서 그의 작품들을 영어로 번역하여 출판하기 시작했다.
그의 작품에 대한 비평은 극과 극으로 나뉘는데, 혹자는 그의 문체가 가볍고, 피상적이라면서 부정적 평가를 내리기도 하며, 혹자는 그의 휴머니즘과 간결하지만 설득력 있는 문체가 유럽의 전통에 더욱 더 매료되게 한다며 긍정적 평가를 내리기도 한다.
츠바이크의 유명 작품으로 중편 소설인 《체스》(1922), 《아모크》(1922), 《모르는 여인으로부터의 편지》(1922)와 소설인 《감정의 혼란》(1926), 《연민》(1939) 그리고 전기문인《조제프 푸셰: 어느 정치적 인간의 초상》(1929),《다른 의견을 가질 권리》(1936) 《에라무스 평전》(1934), 《메리 스튜어트》(1935), 《바다의 정복자: 마젤란 이야기》(1938)가 있다. 츠바이크의 작품이 인기를 끌자 영미권에서는 슈테판 츠바이크를 영어로 그대로 번역한 스티븐 브랜치(Stephen Branch)라는 이름으로 단편집의 해적판이 출간되기도 하였다. 그의 작품 《마리 앙투아네트 베르사유의 장미》(1932)는 1938년 헐리우드 영화로 제작되었다.
츠바이크는 음악가 리하르트 슈트라우스와 함께 있는 것을 좋아했는데, 슈트라우스에게 오페라 《말없는 여자》(Die schweigsame Frau)의 대본을 제공하기도 했다. 슈트라우스는 1935년 6월 24일 드레스덴에서 자신의 첫 작품을 선보일 때, 프로그램에서 츠바이크의 이름을 삭제하라는 나치 정권의 요구에 반항한 것으로 유명한데, 그 결과 원래 오페라에 참석하기로 했던 요제프 괴벨스가 오지 않았고 이후 공연 또한 상영 금지 처분을 받아야했다. 1937년 츠바이크는 요제프 그레고르와 오페라 《대프니》(Daphne)의 대본을 공동 제작하여 슈트라우스에게 제공하기도 하였다.

## 잘츠부르크 완결판 프로젝트
츠바이크의 몇몇 작품은 명성에 비하면 문헌학적 고증이 부실하다는 평가를 받아왔다. 작가가 사망한 후 유럽과 신대륙에서 찾아낸 원고를 스웨덴에서 망명 중인 피셔 출판사에서 펴냈으니 철저한 검증이 이루어질 수가 없었다. 예를 들어 한 작품을 적은 2-3개의 원고가 서로 다소의 차이를 보이는 경우, 어느 것이 작가의 최종 의도를 반영하는지 밝혀내야 하는데 피셔 출판사의 판본은 이 과제를 제대로 해내지 못했다. 전후 츠바이크 저작의 판권을 소유한 피셔 출판사에서 기존 판본들을 오랫동안 계속 펴내면서 미결의 과제는 영원히 남는 듯했다. 그런데 츠바이크의 저작권이 소멸하는 2013년 무렵 잘츠부르크에 위치한 ’슈테판 츠바이크 센터‘와 잘츠부르크 대학교 독문학부는 야심 찬 프로젝트를 함께 시작했다. 츠바이크의 단편 및 장편 소설 일체를 최초로 철저한 문헌학적 고증을 거쳐서 작가의 최후 의도에 따른 완결판 전집 7권으로 내려고 한 것이다. 그 첫 번째 성과가 바로 2017년 발간된 잘츠부르크 전집 제1권 [광기와 우연의 역사]이며 2020년 현재 단편들을 수록한 제2, 제3권이 발간되었다.

## 기타
- 독일의 유대계 여성 작가 슈테파니 츠바이크(Stefanie Zweig, 1932년 11월 19일 ~ )와는 다른 인물이다.[12]

## 한국어 번역 작품
- 《감정의 혼란- 지성을 향한 열망, 제어되지 않는 사랑의 감정》서정일(옮긴이), 녹색광선, 2019년 원제 : Verwirrung der Gefühle (1926),  ISBN 979-11-965548-1-1
- 《아메리고- 역사적 오류에 얽힌 이야기 혹은 우리 가슴속에 묻어둔 희망을 두드리는 이야기》, 김재혁 (옮긴이), 삼우반, 2004년, 원제: Amerigo, ISBN 978-89-90745-09-5
- 《위로하는 정신- 체념과 물러섬의 대가 몽테뉴》, 안인희(옮긴이), 유유, 2012년, 원제: Montaigne(1960년), ISBN 978-89-967766-3-5
- 《마리 앙투아네트 베르사유의 장미》, 박광자 & 전영애(옮긴이), 청미래, 2005년, 원제: Marie Antoinette(1932년), ISBN 978-89-86836-21-9
- 《광기와 우연의 역사》, 안인희(옮긴이), 휴머니스트, 2004년, 원제: Sternstunden der Menschheit, ISBN 978-89-89899-91-4
- 《폭력에 대항한 양심》, 안인희(옮긴이), 자작나무, 1998년, ISBN 978-89-76766-27-4
- 《어제의 세계》, 곽복록(옮긴이), 지식공작소, 2004년, 2014년(개정판), 원제: Die Welt von Gestern(1944년), ISBN 979-11-30425-05-4
- 《다른 의견을 가질 권리》,안인희(옮긴이), 바오, 2009년, 원제: Castellio gegen Calvin oder Ein Gewissen Gegen die Gewalt, ISBN 978-89-91428-07-2
- 《조제프 푸셰. 어느 정치적 인간의 초상》, 정상원 (옮긴이), 이화북스, 2019년, 원제: Joseph Fouché. Bildnis eines politischen Menschen ISBN 979-11-965581-6-1
- 《광기와 우연의 역사. 키케로에서 우드로 윌슨까지》, 정상원 (옮긴이), 이화북스, 2020년, 원제:Sternstunden der Menschheit {ISBN 979-11-90626-06-4}

## 같이 보기
- 르 몽드가 선정한 세기의 도서 100권